# Kanat de Khelat
El Kanat de Kalat, Kelat o Khelat fou un estat tributari protegit al Balutxistan (avui al Pakistan), dins l'agència del Balutxistan, amb una superfície de 185.426 km², que ocupava el centre i sud-oest de la província britànica del Balutxistan excepte el territori del kanat de Las Bela, molt més petit.

## Geografia i altres dades
Limitava a l'oest amb Pèrsia (a través de dos estats semiautònoms feudataris de Kalat: Kharan i Makran) a l'est pel pas de Bolan, les muntanyes Marri i les muntanyes Bugti, i la província del Sind, al nord amb els districtes de Chagai i de Quetta-Pishin, i al sud amb Las Bela i la mar d'Aràbia. Kharan, part de Makran (la regió de Dasht) i Kachhi són plans i la resta és terra molt muntanyosa destacant les muntanyes Brahui centrals, Kirthar, Pab, Siahan, les muntanyes de Makran central i les Muntanyes de la costa de Makran. Els rius principals són el Nari, Mula, Hab, Porali, Hingol i Dasht. L'únic riu que corre cap al nord és el Rakhshan. El port principal era Pasni (Gwadar estava en poder del sultà de Mascat).
La capital era Kalat, i altres ciutats importants eren Bhag, Gandava, Mastung, Pasni (i Gwadar, un enclavament dins el kanat); el nombre de pobles era de 1.348. La residència de l'agent polític era a Mastung on es va establir el 1904. Administrativament estava organitzat en cinc divisions:
- Kachhi
- Sarawan
- Jhalawan
- Makran
- Kharan

La població el 1903 era de 470.336 habitants la majoria brahuis i balutxis, amb una minoria de jats rellevant. La major part de la població era musulmana sunnita, però a la part occidental hi havia força seguidors de la secta Zikri. La població tenia una organització tribal (excepte a Makran i Kharan) cadascuna amb el seu cap formant confederacions, la principal de les quals la dels brahui o brahoi, encapçalada pel mateix kan de Kalat. Les llengües principals eren el brahui, el balutxi, el dehwari i el sindi. El 1931 la població era de 295.500 habitants segurament per haber exclòs Makran i Kharan.
L'exèrcit estava format per irregulars sense disciplina. El 1901 el formaven 300 infants (2 regiments), 300 cavallers (tres regiments), 90 artillers i 29 canons (cap en servei)

## Bandera

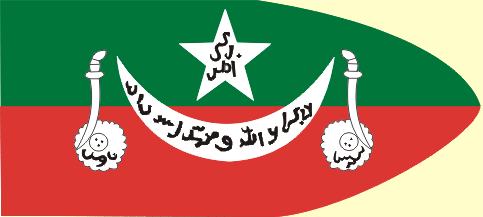
bandera del kan de Kalat

bandera del kanat de Kalat

La bandera era dividida en horitzontal verd sobre vermell amb una mitja lluna allargada i de poca altura amb les puntes amunt i una estrella, tot blanc, i dins escrits aràbics en negre. La bandera del kan portava a més dues espases típiques, una a cada costat, en posició vertical i amb el puny a la part superior, i a la punta de cadascuna una mena de flor o borla, tot amb inscripcions. Segons John Mc Meekin a "Arms & flags of the Indian Princely States" (1990) la primera correspon al model anterior a 1680 i la segona a la bandera moderna (1680-1948), però per l'ús modern d'aquestes banderes sembla que la primera seria la bandera de l'estat i la segona del kan.

## Història
La seva història és en gran part la del Balutxistan. Fou possessió dels rages de Sind, del califat abbàssida, de la dinastia d'emirs Hibari (vers 850-1005), dels gaznèvides al començar el segle XI, després dels gúrides al segle XII, Muhàmmad de Coràsmia (1219-1223) i els mongols (1223-1225), passant a Iltutmish de Delhi per retornar aviat a Sind amb els sumres (fins al 1336), samnes (fins vers 1470) i arghuns (fins a 1528) passant llavors a l'Imperi Mogol per obra de Baber, però retornant a aquesta nissaga durant el regnat de Sher Shah Suri i la seva dinastia (1540-1556), nissaga que va seguir governant fins al 1591, segurament sota vassallatge de la Pèrsia safàvida. Entre 1591 i 1595 Akbar el Gran va conquerir el territori. Vers 1600 les terres altes pertanyien al cercle (sarkar) de Kandahar, i Kachhi era part del sarkar de Bhakkar, a la suba (província) de Multan, mentre el Makran era independent sota els maliks Buledais i Gichkis. Els ahmadzai van sorgir al segle XV i van arribar al màxim de poder al segle XVIII però sempre subjectes a la sobirania imperial o sobirània persa després del 1638.
La tradició més estesa diu que un raja hindú de nom Siwa va cridar als brahui contra els saquejadors procedents del Sind. Els brahui dirigits per Kambar van fer la seva feina però llavors es van donar compte que eren més poderosos que el sobirà hindú i el van enderrocar i Kambar es va proclamar sobirà amb títol de wali kan (1638) sota nominal sobirania persa, i fou l'origen del clan Kambarani. El tercer successor de Kambar fou Samander Khan (1695-1714) que aprofitant la descomposició del poder a Pèrsia fou virtualment independent. El va succeir (1714) Mir Abdulla Khan que va conquerir el Kachh Gandava o Kacchi (incloent la capital Gandava) que estava en mans de diversos petits sobirans. Mir Abdullah Khan va estendre els seus dominis cap a l'oest, dominant el Makran, i al sud, fins a la mar; va morir (1734) en lluita contra els governants kalhora de Sind i el va succeir el seu fill Haji Muhammad Khan o Mohabat Khan (1734-1739), llicenciós i opressiu que fou assassinat pel seu germà Husayn Nasir Khan. Nasir tenia el suport de Nadir Shah (que en general va afavorir els kans brahuis) que en aquell moment estava acampat a Kandahar, que li va donar el títol de begler begi kan, i li va cedir terres al Sind confiscades als kalhores.
Després del 1747 Ahmad Shah Durrani va establir la seva autoritat sobre Makran i el kan dels brahui, Nasir Khan, el va reconèixer com a sobirà (després del 1749). Nasir va dominar llavors el kanat de Las Bela incloent Karachi i va organitzar als brahois en dos grups, els sarawan i els jhalawan o jahlawan. Va esdevenir tant poderós que es va revoltar contra Ahmad Shah Durrani però aquest va enviar un exèrcit; el kan el va derrotar i llavors el mateix sobirà afganès va marxar amb un nou exèrcit i el va derrotar el 1758 i el va assetjar a Kalat (ciutat); la pau fou acordada amb condicions per les quals Nasir quedava obligat a enviar contingents a l'emir de l'Afganistan si aquest li demanava, però podia mantenir la seva independència. El rei afganès es casaria amb una cosina del kan. En anys següents Nasir va enviar diverses vegades suport al sobirà afganès que en premi li va cedir diversos districtes a perpetuïtat. Va sufocar una revolta del seu cosí Bahram Khan.
Nasir va morir ja vell el juny de 1795 deixant tres fill i cinc filles, i el va succeir el seu fill Mahmud Khan, de 14 anys, amb bons sentiments i indolent, que aviat va perdre el Makran, mentre els balutxis s'apoderaven de Karachi. Va morir el 1821 i el va succeir el seu fill Muhammad Mihrab Khan. Va intervenir en les qüestions afganeses i per causa dels actes del seu wazir Muhammad Husain (actes del que fou acusat el kan) va entrar en conflicte amb els britànics que van enviar una expedició dirigida pel general Wiltshire que va creuar el pas de Bolan, va conquerir Kalat per assalt, i Mihrab Khan va morir en la lluita (13 de novembre de 1839); es van fer 2000 presoners i 400 defensors van morir; va pujar al tron Shah Nawaz Khan, un menor, sota control del wazir. Al cap d'un any els britànics (general Nott) van ocupar per segona vegada Kalat i el 1841 van reconèixer com a kan al fill de Mihrab, Husayn Nasir Khan II sota un tractat signat pel major Outram pels britànics i Nasir II per Kelat.
Nasir Khan II el 1854 va signar un nou tractat reconeixent la sobirania britànica, amb el general John Jacob polític superintendent i comandant de la frontera del Sind, que va entrar en vigor el 14 de maig de 1854; aquest tractat anul·lava el de 1841 i posava l'estat sota virtual protectorat britànic no podent entrar en relacions amb altres estats sense consentiment; tropes britàniques podrien estacionar al kanat; el kan prohibiria als seus súbdits fer actes contra els britànics; els comerciants podrien actuar lliurement pagant només les taxes establertes per tractat; el kan rebia un subsidi anual de 50.000 rúpies.
A la mort de Nasir Khan II el 1857 el va succeir el seu germà Muhammad Khodadad Khan (de 17 anys). El major Henry Green fou nomenat agent polític. Van esclatar diverses revoltes locals, i en absència del resident Khodadad Khan fou enderrocat el 1863. El seu cosí Shirdil Khan (1863-1864) va pujar al tron amb suport dels caps, però Khodadad Khan va poder fugir a territori britànic; al cap d'un any el nou kan fou assassinat al pas de Gandava i Khodabad va recuperar el poder per elecció dels caps que havien canviat de bàndol (1864-1893); les revoltes però no es van aturar fins després del 1876 quan el capità Sanderman fou enviat a Kelat (abril de 1876), va arranjar disputes entre el kan i els principals feudataris, i va obtenir l'ampliació del tractat de 1854 (8 de desembre de 1876) que situava Kalat com a protectorat britànic; una guarnició britànica es va instal·lar a Quetta; després es va construir una línia fèrria (1880) i el país va quedar finalment pacificat. El kan va assistir a Delhi a la proclamació de la reina Victòria com emperadriu de l'Índia.
La frontera amb Pèrsia delimitada el 1872 fou revisada el 1895/1896. Els darrers kans foren Mahmud Khan II (1893-1931), Mohammad Azam Jan (1931-1933) i Ahmad Yar Khan (1933-1955). La província de Balutxistan fou creada el 1877 i abraçava Jhalawan, Sarawan, Khelat, Makran, Lus, Kachh-Gandava (Kachhi), i Kohistan.
El 31 de març de 1948 Kalat fou integrada al Pakistan per força. Els pakistanesos van entrar a Kalat el 15 d'abril de 1948. Abdul Karim Baloch, germà petit del kan Ahmad Yar Khan, educat a Karachi, que fou governador de Makran oriental fins al març de 1948, va dirigir la primera resistència nacional contra els pakistanesos, amb els partits Kalat State National Party, Baloch League, i Baloch National Workers Party. Karim es va traslladar a Afganistan i amb el suport tàcit de la família reial se li van unir Mohamed Hussain Anka (secretari de la Baloch League i editor del setmanari Bolan Mastung), Malik Saeed Dehwar (secretari del Kalat State National Party), Qadir Bakhsh Nizamami, important membre de la Baloch League, destacats membres del Communist Party-Sind-Balochistan branch, i Maulwi Mohd Afzal, un membre del Jamiat-Ulma-e- Balochistan. Les forces del kan, formades per elements tribals, es van traslladar també a la província afganesa de Kandahar a la regió de Sarlath i foren l'embrió de l'Exèrcit d'Alliberament Balutxi (EAB). Però la manca de suport afganès (i iranià) i només les promeses de l'URSS mai concretades, van obligar a Karim a renunciar i després d'un acord amb el govern del Pakistan va retornar al país el juliol de 1948 i va dissoldre l'EAB; poc després era detingut pels militars acusat de dirigir una revolta i condemnat a deu anys de presó. Després va fundar el Ustman Gal (Partit Popular) i va participar en la fundació del Partit Nacional Awami i va lluitar políticament durant anys (va morir el 1986). El 3 d'octubre de 1952 es va fundar la Unió d'Estats del Balutxistan amb Kalat, Kharan i Las Bela, de la que el kan Ahmad Yar Khan, fou nomenat Khan-i Azam (una mena de President). La Unió fou suprimida el 14 d'octubre de 1955 i els estats que la formaven annexionats al Pakistan. Després es van produir revoltes balutxis, entre les quals la del 1958 dirigida pel mateix kan i pel líder regional Mir Sher Muhammad Marri a la regió de Kohlu. Aquesta rebel·lió fou coneguda com el moviment Farrari i va durar fins al 1969. Va utilitzar com a bandera una de vermella amb una pantera negra al centre, fins que el 1961 es va adoptar la moderna bandera nacional balutxi. El kan va morir el 1979.

## Llista de kans
| Període     | Kans de Kalat |
| ----------- | --- |
| 1638 - 1666 | Mir Hasan Khan Mirwari |
| 1666 - 1667 | Mir Ahmad Khan I |
| 1695 - 1696 | Mir Mehrab Khan I |
| 1697 - 1713 | Samandar Khan |
| 1713 - 1714 | Mir Ahmad Khan II |
| 1715 - 1730 | Mir Abdullah Khan |
| 1730 - 1749 | Mir Muhabbat Khan |
| 1749 - 1794 | Mir Husayn Nasir Khan I |
| 1794 - 1831 | Mir Mahmud Khan I |
| 1831 - 1839 | Mir Mehrab Khan II |
| 1839 - 1840 | Mir Shah Nawaz Khan |
| 1840 - 1857 | Mir Husayn Nasir Khan II |
| 1857 - 1863 | Mir Muhammad Khudadad Khan (primera vegada) durant aquest període hi va haver almenys set revoltes importants i altres menors. |
| 1863 - 1864 | Mir Sher Dil Khan (usurpador)                                                                                                  |
| 1864 - 1893 | Mir Muhammad Khudadad Khan (segona vegada)                                                                                     |
| 1893 - 1931 | Mir Mahmud Khan II |
| 1931 - 1933 | Mir Mohammad Azam Jan Khan |
| 1933 - 1955 | Mir Ahmad Yar Khan (primera vegada)                                                                                            |
| 1955        | Annexió a Pakistan 14 d'octubre de 1955                                                                                        |
| 1958        | Ahmad Yar Khan (segona vegada, en rebel·lió)                                                                                   |